# Galaxien
Galaxien (Galaxiidae) sind eine Familie kleiner elritzen- oder forellenähnlicher Süßwasserfische, die in der gemäßigten Zone auf der Südhalbkugel der Erde die ökologische Entsprechung zu den Lachsfischen (Salmonidae) auf der Nordhalbkugel sind. Im Deutschen werden sie auch Hechtlinge genannt, ein Name, der aber auch für verschiedene mit den Galaxiidae nicht verwandte Eierlegende Zahnkarpfen gebräuchlich ist.

## Verbreitung
Sie leben in kalten Süßgewässern Australiens (ca. 25 Arten), Tasmaniens (15 Arten), Neuseelands (22 Arten), der Lord-Howe-Insel, der Chatham-Inseln, der Aucklandinseln und der Campbell Island, in Neukaledonien (1 Art), des südlichsten Südafrikas (1 Art), des südlichen Südamerikas (4 Arten) und der Falklandinseln. Galaxias maculatus bewohnt einen großen Teil des Verbreitungsgebietes der Familie. Dies wurde durch die Theorie der Kontinentalverschiebung erklärt. Inzwischen hat man nachgewiesen, dass sich Populationen aus dem Bereich des westlichen und des östlichen Pazifik genetisch sehr ähnlich sind und dass die weite Verbreitung der Art durch das marine Larvenstadium zu erklären ist.

## Merkmale
Galaxien sind langgestreckte, forellen- oder elritzenähnliche, schuppenlose Fische, die drei bis maximal 60 cm lang werden können. Ihr Rumpf ist ohne honigen Kiel, eine Seitenlinie ist vorhanden. Die Schwanzflosse hat 12 bis 14 verzweigte Hauptflossenstrahlen. Rücken- und Afterflosse stehen sich gegenüber und befinden sich weit hinter der Körpermitte. Maxillare, Pflugscharbein, Gaumenbein und Basibranchiale (Knochen an der Basis des Kiemenbogens) sind unbezahnt. Die Gonaden sind paarig angelegt.

## Lebensweise
Galaxien leben in sommerkühlen Gewässern in der gemäßigten Zone der Südhalbkugel der Erde. Sie ernähren sich von Wasserinsekten und Anflugnahrung (Insekten, die ins Wasser fallen) und sind gute Springer. Viele Arten der Galaxien sind (anders als die anadromen Lachsfische) katadrome Wanderfische, die zur Eiablage flussabwärts zur Mündung wandern. Die Ei- und Larvenentwicklung findet im Meer statt. Später wandern die Jungfische zurück in die Süßgewässer. Viele Arten sind kurzlebig, einige haben nur einen einjährigen Lebenszyklus.

## Äußere Systematik
Die Galaxien wurden früher in die Ordnung der Stintartigen (Osmeriformes) gestellt und bildeten dort mit den Neuseelandlachsen (Retropinnidae) und Lepidogalaxias salamandroides (Familie Lepidogalaxiidae) die Überfamilie Galaxioidea. Nach einer neueren phylogenetischen Untersuchung steht die Familie jedoch außerhalb der Stintartigen und ist die Schwestergruppe der Hechtartigen (Esociformes) und der Lachsartigen (Salmoniformes), während die Stintartigen (ohne Lepidogalaxias) die Schwestergruppe der in der Tiefsee lebenden Maulstachler (Stomiiformes) sind. Die Galaxien bekommen deshalb in der jüngsten Revision der Knochenfischsystematik Ordnungsrang (Galaxiiformes). Zusammen mit den Goldlachsartigen (Argentiniformes), den Hechtartigen und den Lachsartigen bilden die Galaxiiformes die Unterkohorte Protacanthopterygii.

## Innere Systematik
Es gibt zwei Unterfamilien, sieben Gattungen und etwa 65 Arten:

### Unterfamilie Galaxiinae
Die etwa 60 Arten aus der Unterfamilie Galaxiinae sind schuppenlos und besitzen keine Fettflosse. Sie haben 37 bis 66 Wirbel.

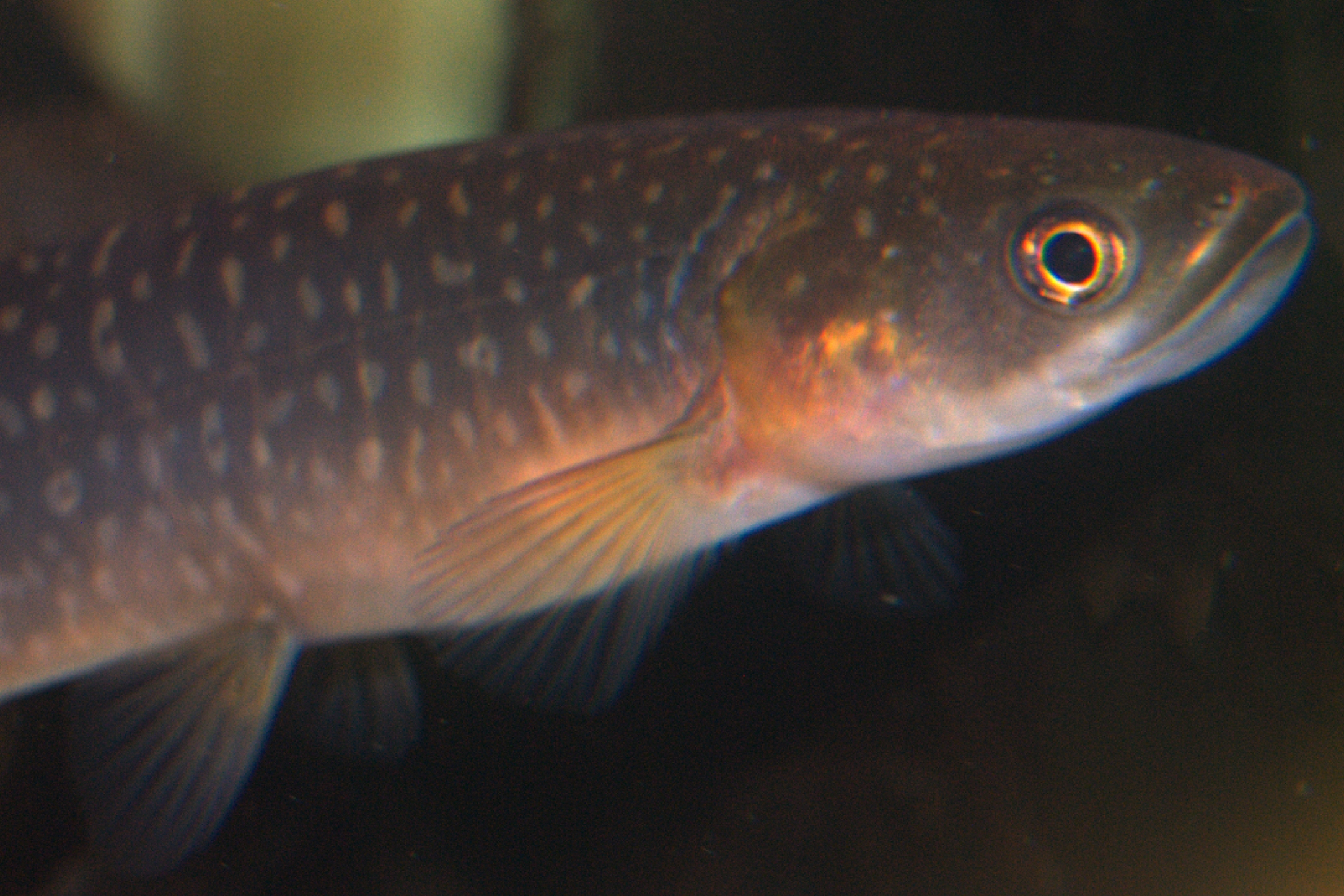
Galaxias argenteus

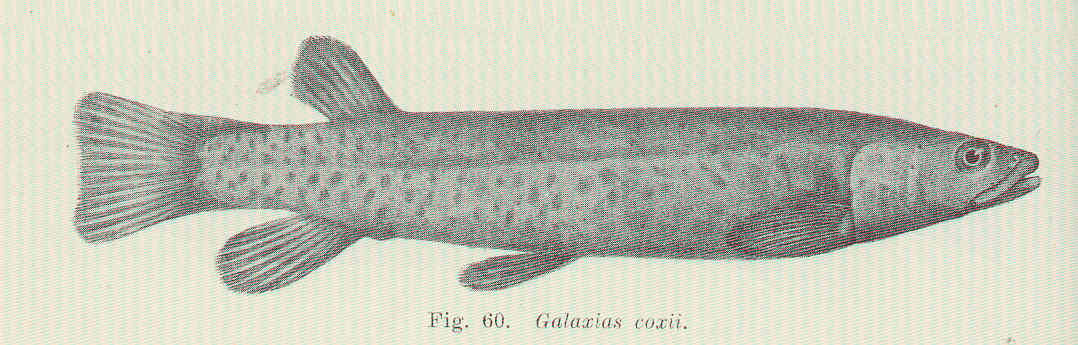
Galaxias brevipinnis

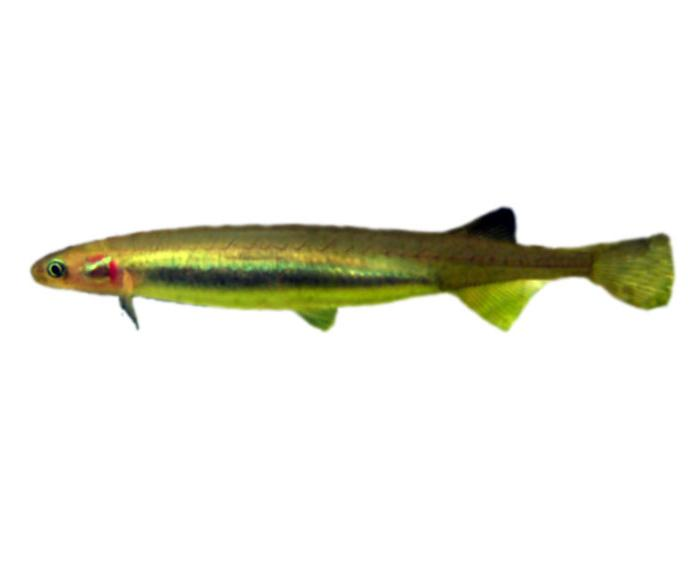
Galaxias maculatus

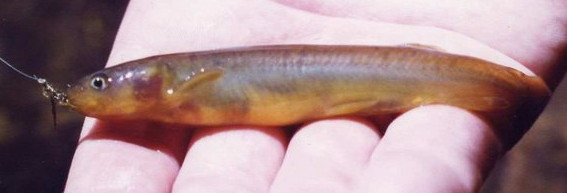
Galaxias cf. olidus

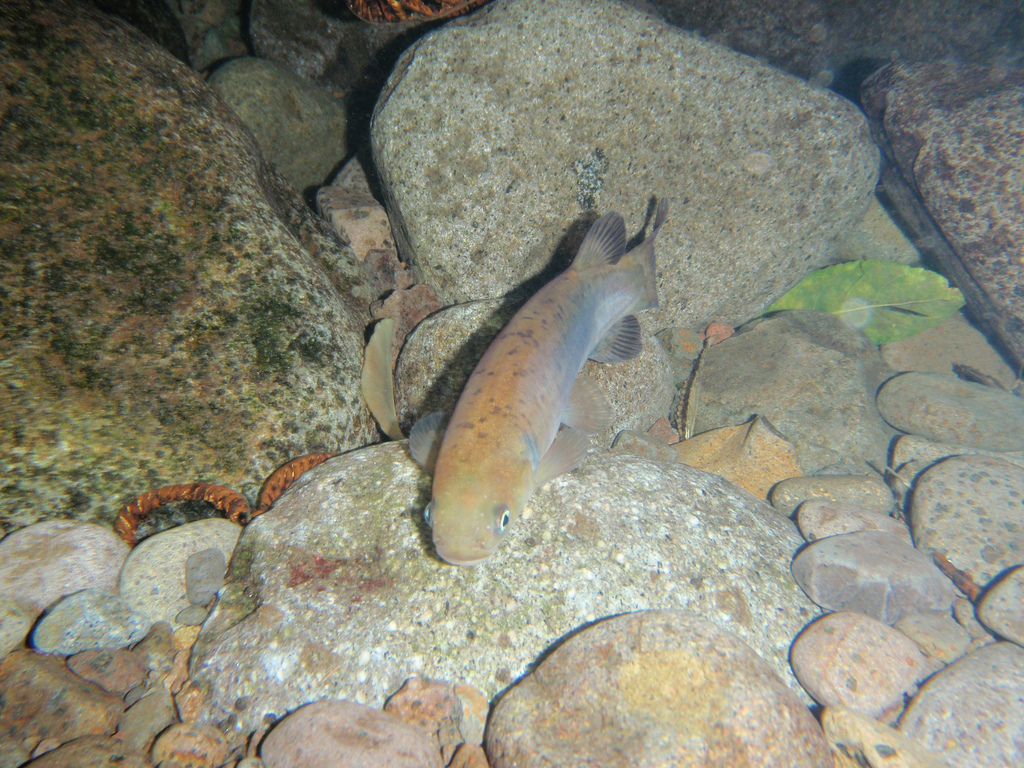
Galaxias postvectis

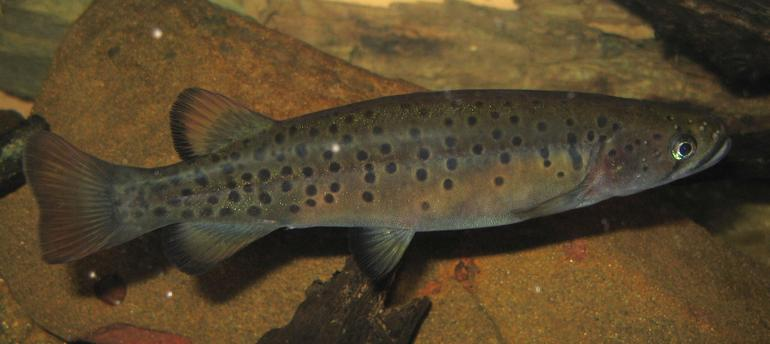
Galaxias truttaceus

- Gattung Brachygalaxias Eigenmann, 1928
  - Chile-Hechtling (Brachygalaxias bullocki (Regan, 1908))
  - Brachygalaxias gothei Busse, 1983
- Gattung Galaxias Cuvier, 1816
  - Galaxias aequipinnis Raadik, 2014[3]
  - Galaxias anomalus Stokell, 1959
  - Galaxias arcanus Raadik, 2014[3]
  - Galaxias argenteus (Gmelin, 1789)
  - Goldene Galaxie (Galaxias auratus Johnston, 1883)
  - Klettergalaxie (Galaxias brevipinnis Günther, 1866)
  - Galaxias brevissimus Raadik, 2014[3]
  - Galaxias cobitinis McDowall & Waters, 2002
  - Galaxias depressiceps McDowall & Wallis, 1996
  - Galaxias divergens Stokell, 1959
  - Galaxias eldoni McDowall, 1997
  - Galaxias fasciatus Gray, 1842
  - Galaxias fontanus Fulton, 1978
  - Galaxias fuscus Mack, 1936
  - Galaxias globiceps Eigenmann, 1928
  - Galaxias gollumoides McDowall & Chadderton, 1999
  - Galaxias gracilis McDowall, 1967
  - Galaxias gunaikurnai Raadik, 2014[3]
  - Galaxias johnstoni Scott, 1936
  - Galaxias lanceolatus Raadik, 2014[3]
  - Galaxias longifundus Raadik, 2014[3]
  - Galaxias macronasus McDowall & Waters, 2003
  - Fleckengalaxie (Galaxias maculatus (Jenyns, 1842))
  - Galaxias mcdowalli Raadik, 2014[3]
  - Galaxias mungadhan Raadik, 2014[3]
  - Galaxias neocaledonicus Weber & de Beaufort, 1913
  - Galaxias niger Andrews, 1985
  - Galaxias occidentalis Ogilby, 1899
  - Gebirgsgalaxie (Galaxias olidus Günther, 1866)
  - Galaxias oliros Raadik, 2014[3]
  - Galaxias ornatusCastelnau, 1873[3]
  - Galaxias parvus Frankenberg, 1968
  - Galaxias paucispondylus Stokell, 1938
  - Galaxias pedderensis Frankenberg, 1968
  - Galaxias platei Steindachner, 1898
  - Galaxias postvectis Clarke, 1899
  - Galaxias prognathus Stokell, 1940
  - Galaxias pullus McDowall, 1997
  - Galaxias rekohua Mitchell, 1995
  - Flachköpfige Galaxie (Galaxias rostratus Klunzinger, 1872)
  - Galaxias supremus Raadik, 2014[3]
  - Galaxias tantangara Raadik, 2014[3]
  - Galaxias tanycephalus Fulton, 1978
  - Galaxias terenasus Raadik, 2014[3]
  - Forellengalaxie (Galaxias truttaceus Valenciennes, 1846)
  - Galaxias vulgaris Stokell, 1949
  - Kap-Galaxie (Galaxias zebratus (Castelnau, 1861))
- Gattung Galaxiella McDowall, 1978
  - Schlamm-Zwerggalaxie (Galaxiella munda McDowall, 1978)
  - Schwarzstreifen-Zwerggalaxie (Galaxiella nigrostriata (Shipway, 1953))
  - Galaxiella pusilla (Mack, 1936)
  - Galaxiella toourtkoourt Coleman & Raadik, 2015
- Gattung Neochanna Günther, 1867Neochanna apoda
  - Neochanna apoda Günther, 1867

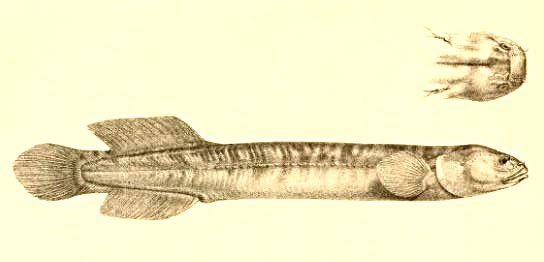
Neochanna apoda

  - Neochanna burrowsius (Phillipps, 1926)
  - Tasmanischer Schlammfisch (Neochanna cleaveri (Scott, 1934))
  - Neochanna diversus Stokell, 1949
  - Neochanna heleios Ling & Gleeson, 2001
- Gattung Paragalaxias Scott, 1935
  - Paragalaxias dissimilis (Regan, 1906)
  - Paragalaxias eleotroides McDowall & Fulton, 1978
  - Paragalaxias julianus McDowall & Fulton, 1978
  - Tasmanische Paragalaxie (Paragalaxias mesotes McDowall & Fulton, 1978)

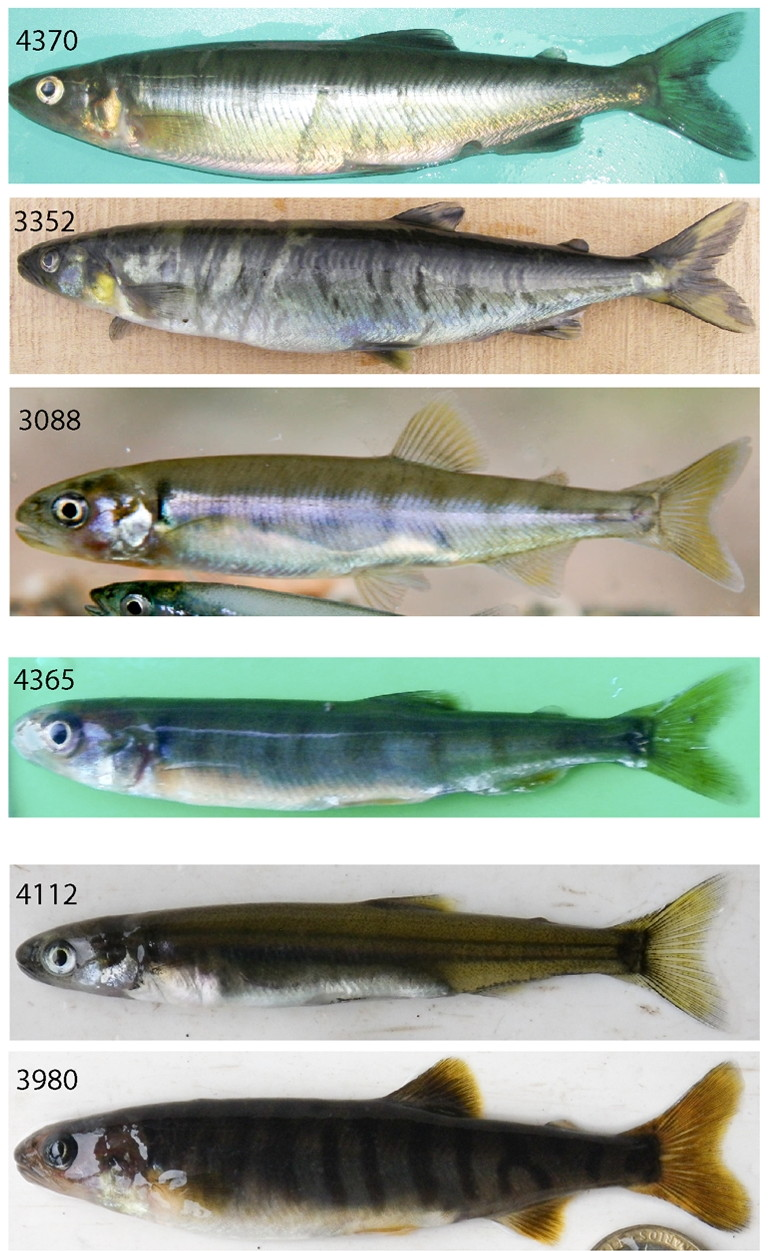
Aplochiton sp.

### Unterfamilie Aplochitoninae
Die vier Arten der Forellenhechtlinge (Unterfamilie Aplochitoninae) werden 7,7 bis 38 Zentimeter lang, sind schuppenlos und besitzen eine Fettflosse und 52 bis 74 Wirbel.
- Gattung Aplochiton Jenyns, 1842
  - Aplochiton marinus Eigenmann 1928.
  - Aplochiton taeniatus Jenyns, 1842
  - Falklandforelle (Aplochiton zebra Jenyns, 1842)
- Gattung Lovettia McCulloch, 1915
  - Lovettia sealii (Johnston, 1883)

## Fossilüberlieferung
Fossile Galaxien der Gattung Galaxias sind aus Neuseeland bekannt. Möglicherweise muss Stompooria aus der späten Kreidezeit von Südafrika ebenfalls in die Familie gestellt werden.